# Guerra de Mèxic-Estats Units
La Guerra de Mèxic-Estats Units, conegut a Mèxic com intervenció nord-americana a Mèxic és el període de la història de Mèxic que comença amb el conflicte armat entre els Estats Units i Mèxic el 1846 i 1847 i la breu ocupació subsegüent del país fins a la firma del Tractat de Guadalupe-Hidalgo el 1848.

## Antecedents històrics

### Expansionisme nord-americà
Des del començament del segle xix els Estats Units havien adoptat una doctrina expansionista territorial, coneguda com el "Destí Manifest". Després de la compra de la Louisiana a França, les pressions expansionistes van forçar la Nova Espanya (Mèxic encara no era independent) a iniciar negociacions amb Washington per tal de determinar els límits fronterers entre els dos països. Amb aquest tractat, i amb la intenció d'aturar l'expansió i les pretensions nord-americanes sobre territori mexicà, Espanya va cedir la Florida.
El 1821, Mèxic va assolir la independència d'Espanya, però és el 1823 que el govern estatunidenc reconeix oficialment a Mèxic com a nació independent, i va enviar a Joel Robert Poinsett com a representant per a signar un tractat d'amistat i comerç i de límits territorials. Els Estats Units van mostrar la seva intenció d'annexar l'estat mexicà de Texas que Mèxic va rebutjar. Però, per altra banda, els anys subsegüents Mèxic va permetre la immigració de nord-americans a Texas per a poblar les àrees deshabitades i promoure el desenvolupament agrícola sempre que els immigrants respectessin les lleis del país, jurassin lleialtat a la nació i fossin catòlics.

### Independència de Texas
Des de 1824, Mèxic es va conformar com una federació d'estats amb lleis i governs autònoms units sota un govern federal. Un dels estats de la federació era l'estat de Coahuila i Texas. El 1833 el districte de Béxar, un dels tres districtes que formaven l'estat, es va escindir d'aquest per a formar l'estat de Texas com a nou estat de la federació mexicana. La frontera natural de l'estat era el Riu Nueces que el separava del territori federal de Santa Fe de Nou Mèxic a l'est i l'estat de Coahuila al sud.
Quan Santa Anna es va convertir en president, amb tendències conservadores, va limitar l'autonomia dels estats, per tal de formar un govern centralista. Diversos estats van respondre amb insurreccions, entre ells, l'estat de Texas. Els residents nord-americans, però, van aprofitar les demandes per autonomia per declarar-ne la independència, i amb el suport d'altres militars nord-americans com ara Samuel Houston, després del Setge d'El Álamo, van derrotar l'exèrcit de Santa Anna, que fou capturat a la batalla de San Jacinto, el qual va ser obligat a signar l'acta d'independència de Texas el 1836, sempre que aquest no s'annexés als Estats Units. Així i tot, el Congrés de Mèxic no va reconèixer el tractat signat per Santa Anna, atès que ho va fer per salvar la seva vida i no en nom del govern mexicà. Alguns historiadors afirmen que el Congrés pensava que l'estat es reintegraria a la federació mexicana en el futur com seria el cas de la República de Yucatán.
Els límits de la nova República de Texas eren confusos. Encara que la frontera natural del districte de Béxar era el Riu Nueces, l'acta d'independència de Texas posava el Río Bravo (molt més al sud i a l'oest) com a frontera natural, disputant així una gran extensió de territori amb Nou Mèxic i Coahuila.

### Annexió de Texas i el problema dels límits
Els Estats Units, encara motivats per l'expansionisme, van oferir comprar territori mexicà, des de Nou Mèxic cap a Califòrnia, principalment per obtenir el port de San Francisco, la porta a l'oceà Pacífic. Els mexicans van rebutjar l'oferta contundentment. A més, el 1845, Texas va ser annexat a la federació nord-americana, la qual cosa va provocar la ruptura oficial en les relacions entre els dos països, atès que Mèxic havia condicionat la independència de Texas a la no-adhesió de l'estat a la federació americana. La confusió quant als límits territorials va ser el catalitzador de la guerra. Els nord-americans consideraven el riu Bravo com el límit natural amb Mèxic, mentre que les autoritats mexicanes encara consideraven el riu Nueces com la frontera natural des del temps de l'escissió de Texas de l'estat de Coahuila. El president nord-americà, James Knox Polk, motivat encara per l'expansionisme, es va aprofitar d'aquesta situació per a prendre els territoris mexicans violentament si Mèxic no acceptava vendre'ls als Estats Units.
Polk va ordenar al general Zachary Taylor que enviés les tropes al sud del Nueces cap al Río Bravo i que comencés la construcció del Fort Brown. Polk esperava així provocar a les tropes mexicanes sobre el que aquestes considerarien llur territori, i iniciar la guerra, però les tropes mexicanes no van atacar-los. Desesperat, Polk va informar al seu gabinet llavors que proposava declarar la guerra a Mèxic perquè no havia realitzat alguns pagaments als ciutadans nord-americans que s'havien establert a Califòrnia. El pretext era molt dèbil: dos membres del gabinet van dir que haurien d'esperar que Mèxic respongués a la provocació.
Finalment, els mexicans van respondre a la invasió: el 25 d'abril de 1846, la cavalleria mexicana va atacar a l'exèrcit nord-americà al voltant del riu Bravo a prop del nou Fort Brown. Després de les batalles de Palo Alto i de Resaca de la Palma, el president Polk va sol·licitar l'aprovació del Congrés nord-americà per declarar la guerra, anunciant que els "mexicans han envaït el nostre territori i vessat sang americana sobre terra americana". El Congrés nord-americà va declarar la guerra el 13 de maig de 1846. Cal esmentar que els estats del Nord i el partit dels membres del partit dels Whigs s'hi oposaven, mentre que els estats del sud i els demòcrates hi estaven a favor. Mèxic va declarar la guerra oficialment el 24 de maig.

## La guerra

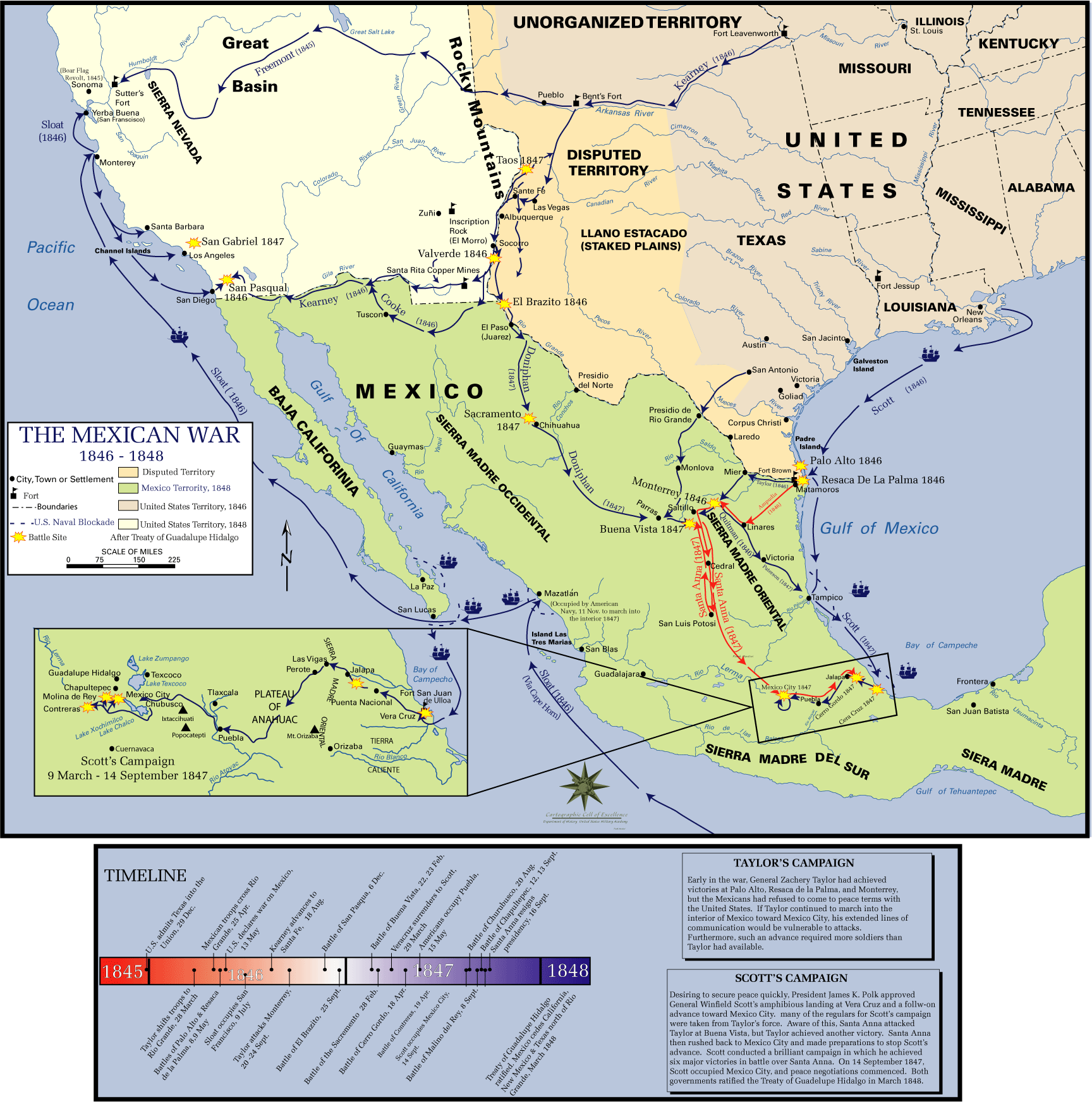
Les campanyes durant la guerra

Després de la declaració de guerra, les forces nord-americanes van envair el territori mexicà per diversos fronts.

### Califòrnia
Abans de la guerra entre Mèxic i Estats Units l'Esquadró del Pacífic dels Estats Units es va reforçar fins disposar de la meitat dels vaixells de la Marina dels Estats Units, i el capità John Charles Frémont va creuar la serralada de Sierra Nevada el desembre de 1845, en una expedició de prospecció del Cos d'Enginyers Topogràfics de l'Exèrcit dels Estats Units amb uns 60 homes ben armats.
Sense ports dels Estats Units al Pacífic, els vaixells de l'esquadra del Pacífic operaven des de naus que proporcionaven subministraments navals, compraven aliments i obtenien aigua dels ports locals d'escala a les illes Sandwich i a la costa del Pacífic. Les seves ordres eren, en determinar "sense cap dubte" que s'havia declarat la guerra, capturar els ports i ciutats de l'Alta Califòrnia. John D. Sloat, en conèixer de l'inici de les hostilitats va ocupar els ports de l'Alta Califòrnia i va declarar l'estat de Califòrnia com a territori nord-americà, per tal d'evitar que "els britànics l'ocupessin". Es va aliar amb immigrants britànics i nord-americans que ja s'hi havien establert. Els marines, mariners i milícies americans es van fer càrrec fàcilment de les ciutats i els ports del nord de Califòrnia; en pocs dies van controlar Monterey, San Francisco, Sonoma, Sutter's Fort i Nova Helvetia.
Frémont es trobava al Territori d'Oregon el maig de 1846 quan va saber que la guerra entre Mèxic i els EUA era imminent. Al sud de Califòrnia, el general mexicà José Castro i el governador d'Alta Califòrnia Pío Pico van fugir de Los Angeles abans de l'arribada de les forces nord-americanes de Stockton, que van entrar a Los Angeles sense resistència el 13 d'agost creient que la conquesta gairebé incruenta de Califòrnia semblava completa, però la petita guarnició que Stockton va deixar a Los Angeles es va retirar al port el 29 de setembre durant el setge dels californios liderats per José María Flores. Poc després, 200 reforços enviats per Stockton i liderats pel capità William Mervine van ser rebutjats el 8 d'octubre en la batalla de Dominguez Rancho en la que van morir quatre nord-americans. A finals de novembre, el general Stephen W. Kearny, amb un esquadró de 100 dragons va arribar al riu Colorado a l'actual frontera de Califòrnia després d'una marxa esgotadora per la província de Santa Fe de Nou Mèxic i van ocupar la ciutat de Santa Fe, i llavors van travessar el desert de Sonora i el 6 de desembre van ser derrotats a la batalla de San Pasqual a l'est de San Diego, havent de ser socorregut per Stockton i amb la seva força combinada de 660 tropes, es van traslladar cap al nord entrant a la conca de Los Angeles el 8 de gener de 1847 i van lluitar contra els Califòrnios a la batalla de Rio San Gabriel i l'endemà a la batalla de La Mesa. L'últim cos significatiu de Californios es va rendir a les forces nord-americanes el 12 de gener, marcant el final de la guerra a l'Alta Califòrnia.

### Nord de Mèxic
Les forces principals, dirigides per Zachary Taylor, van marxar del Río Bravo cap al centre de Mèxic i van guanyar la batalla de Monterrey, el setembre de 1846. El president Antonio López de Santa Anna va dirigir les tropes mexicanes personalment cap al nord, però va ser derrotat en la batalla de Buena Vista el 22 de febrer de 1847.

### Campanya de la ciutat de Mèxic

campanya de Scott

A finals de 1846, una gran part del nord de Mèxic havia passat sota control nord-americà i es va adoptar un pla per atacar la Ciutat de Mèxic a través de Vera Cruz. En preparació d'aquesta expedició, el major general Winfield Scott, comandant general o l'exèrcit, va separar uns 8.000 homes del comandament de Taylor a principis de 1847, ordenant a les tropes als ports del Golf que esperessin el transport marítim. Taylor es va quedar amb uns 4.800 homes, pràcticament tots voluntaris, la majoria dels quals va concentrar en un campament al sud de Saltillo. El març del 1847, transportat per via marítima al Port de Veracruz per iniciar un segon front d'invasió cap a la capital mexicana, Scott va guanyar la batalla de Veracruz, i va marxar cap a la ciutat de Mèxic, on va guanyar les batalles de Cerro Gordo i de Chapultepec, i Santa Anna va retirar les seves forces de la Ciutat de Mèxic, que va ocupar Scott, i Santa Anna va intentar prendre Puebla per tallar la ruta de subministrament de Scott des de Veracruz, un setge que va començar el mateix dia que la Ciutat de Mèxic va caure i va durar 28 dies fins que una força de socors va lluitar cap a la ciutat.

### Costa del Pacífic
La campanya de la costa del Pacífic volia assegurar la Península Baixa de Mèxic i bloquejar o capturar els ports de la costa oest de Mèxic, especialment Mazatlan, un important port d'entrada per a subministraments importats. La resistència de les forces mexicanes al nord a la zona de Los Angeles i la manca de vaixells, soldats i suport logístic havia impedit l'ocupació de la península i dels ports marítims de la costa oest mexicana.
Després de la capitulació de La Paz el novembre de 1847 els lleialistes es van revoltar dirigits per Mauricio Castro Cota primer, i després de Manuel Pineda Muñoz van intentar expulsar els americans de La Paz i San José del Cabo, fins que Pineda va ser capturat i l'exèrcit de Cota finalment fou derrotat en la batalla de Todos Santos.

### Guerra de guerrilles
Després de la presa de la capital, el govern mexicà es va traslladar a Querétaro. A ciutat de Mèxic, les forces nord-americanes es van convertir en un exèrcit d'ocupació i subjectes a atacs furtius de la població urbana. La guerra convencional va donar pas a la guerra de guerrilles dels mexicans que defensaven la seva pàtria. Van infligir baixes importants a l'exèrcit nord-americà, especialment als soldats que lents a mantenir-se al dia. El general Winfield Scott va enviar aproximadament una quarta part de les seves forces per assegurar la seva línia de comunicacions a Veracruz des que el Cos Lleuger del General Joaquín Rea i altres forces guerrilleres mexicanes que havien fet atacs furtius des del maig. Les guerrilles mexicanes sovint torturaven i mutilaven els cossos de les tropes nord-americanes, com a venjança i advertència, i al seu torn els guerrillers mexicans capturats eren afusellats, inclosos els presoners indefensos.
Scott va reforçar la guarnició de Puebla i al novembre havia afegit una guarnició de 1.200 homes a Xalapa, va establir llocs de 750 homes al llarg de la ruta principal entre el port de Veracruz i la capital, al pas entre Ciutat de Mèxic i Puebla a Rio Frio, a Perote i San Juan a la carretera entre Xalapa i Puebla, i al Puente Nacional entre Xalapa i Veracruz. També havia detallat una brigada antiguerrillera al comandament de Lane per combatre al Cos Lleuger i altres guerrillers, ordenant que els combois viatgessin amb almenys 1.300 homes d'escorta. Les victòries de Lane sobre el Cos lleuger a Atlixco el 18 d'octubre de 1847, a Izúcar de Matamoros el 23 de novembre i al coll de Galaxara el 24 de novembre van debilitar les forces del general Rea. Una incursió contra la guerrilla del Pare Jarauta a Zacualtipan el 25 de febrer de 1848 va reduir encara més les incursions de la guerrilla a la línia de comunicacions americana. Després que els dos governs van concloure una treva per esperar la ratificació del tractat de pau, el 6 de març de 1848, les hostilitats formals van cessar. No obstant això, algunes bandes van continuar desafiant el govern mexicà fins a l'evacuació de l'exèrcit dels Estats Units a l'agost. Alguns van ser suprimits per l'exèrcit mexicà o, com el pare Jarauta, executats.

## Fi de la guerra

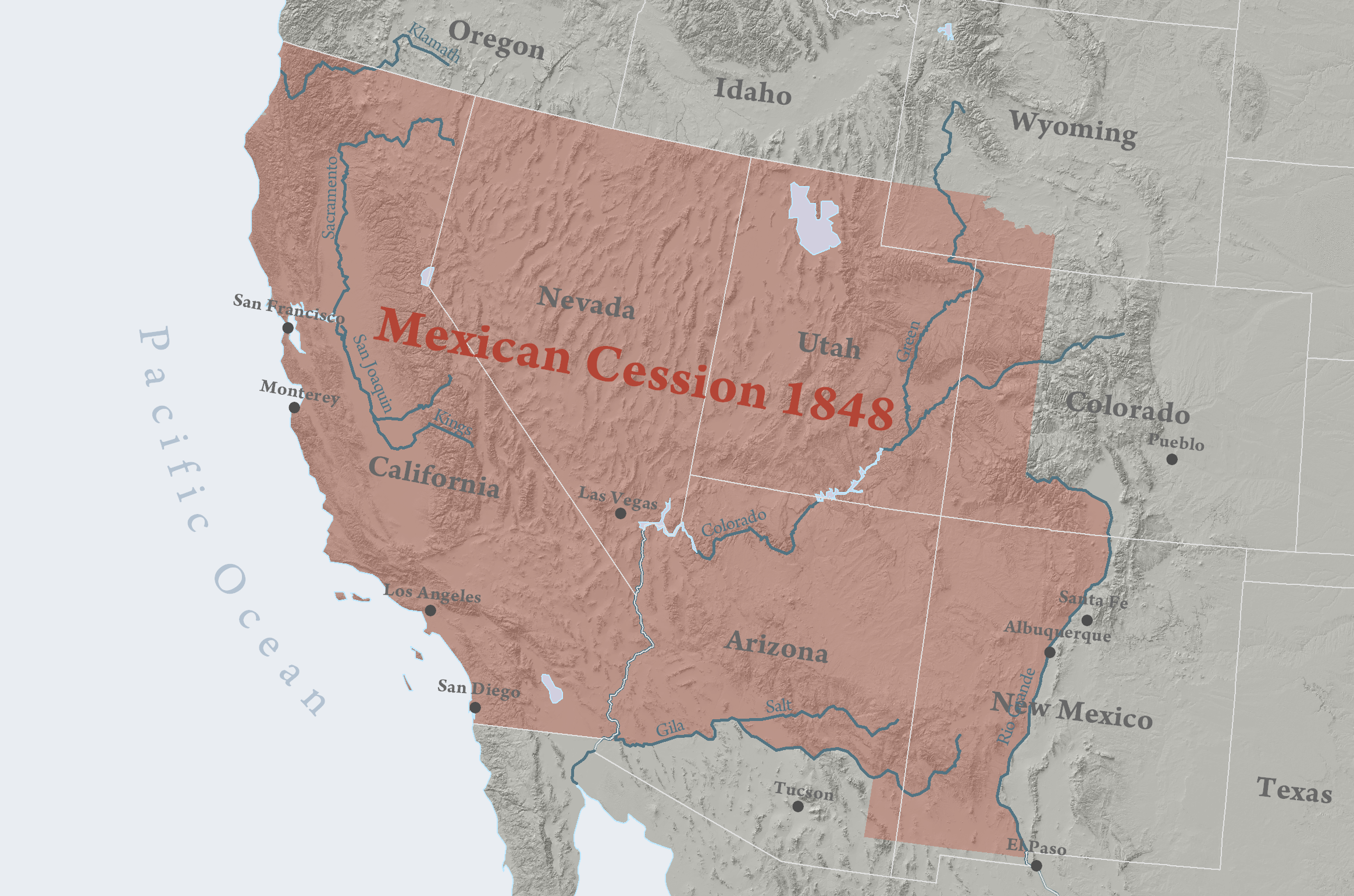
Cessions mexicanes al final de la guerra

La guerra va acabar oficialment el 2 de febrer, 1848, amb el Tractat de Guadalupe-Hidalgo. En aquest tractat Mèxic era obligat a renunciar a Texas (que encara reclamava) i a més a cedir els territoris de Califòrnia, Nevada, Utah, Colorado, Arizona, Nou Mèxic i part de l'actual estat de Wyoming. El tractat va causar divisió al Senat. El partit dels Whigs que s'oposaven a l'esclavatge i a la guerra amb Mèxic (de fet, havien estat anomenats el Whigs mexicans o els Whigs de la consciència), amenaçaven d'eliminar el suport econòmic a l'exèrcit combatent. Per altra banda, els expansionistes, sota el Destí Manifest, volien prendre tot el territori mexicà. El tractat, per tant, oferia una alternativa intermèdia, i va ser aprovat amb 38 vots a favor i 14 en contra. En compensació pels costos de la guerra i com a pagament per la "compra" dels territoris Mèxic rebia $18.250.000 dòlars nord-americans.

## Conseqüències de la guerra
En comparació amb altres guerres, aquesta guerra va ser petita en termes del nombre de soldats ferits i morts en combat. No obstant això, les conseqüències van ser molt majors. Per als Estats Units la guerra havia estat el camp d'aprenentatge per la més sagnant Guerra Civil que haurien de lliurar la següent dècada. La incorporació de més territori, en un país dividit en les seves conviccions quant a l'esclavatge, va dividir al Congrés, la secció liberal del qual no volia més estats esclaus per a la federació.
Per altra banda, la guerra va representar el punt radical de canvi en les relacions dels Estats Units amb Mèxic i la resta de Llatinoamèrica. Abans de la guerra, els països llatinoamericans veien als Estats Units amigablement, ja que llurs ideals de llibertat s'havien inspiriat en la seva constitució i la seva guerra d'independència. Després de la guerra, però, els Estats Units eren temuts com el "Colós del Nord", avars i poc fidedignes que podien prendre tot llur territori violentament.